# Pilot Station
Pilot Station és una població dels Estats Units a l'estat d'Alaska. Segons el cens del 2007 tenia 596 habitants.

## Demografia
Segons el cens del 2000, Pilot Station tenia 550 habitants, 109 habitatges, i 92 famílies La densitat de població era de 125,7 habitants/km².
Dels 109 habitatges en un 61,5% hi vivien nens de menys de 18 anys, en un 51,4% hi vivien parelles casades, en un 22,9% dones solteres, i en un 14,7% no eren unitats familiars. En l'11% dels habitatges hi vivien persones soles l'1,8% de les quals corresponia a persones de 65 anys o més que vivien soles. El nombre mitjà de persones vivint en cada habitatge era de 5,05 i el nombre mitjà de persones que vivien en cada família era de 5,47.
Per edats la població es repartia de la següent manera: un 48% tenia menys de 18 anys, un 9,5% entre 18 i 24, un 26,9% entre 25 i 44, un 10,4% de 45 a 60 i un 5,3% 65 anys o més.
L'edat mediana era de 20 anys. Per cada 100 dones hi havia 126,3 homes. Per cada 100 dones de 18 o més anys hi havia 105,8 homes.
La renda mediana per habitatge era de 31.071 $ i la renda mediana per família de 27.411 $. Els homes tenien una renda mediana de 27.917 $ mentre que les dones 16.667 $. La renda per capita de la població era de 7.311 $. Aproximadament el 25,3% de les famílies i el 28,7% de la població estaven per davall del llindar de pobresa.

## Poblacions més properes
El següent diagrama mostra les poblacions més properes.